# Удав Хоге
Удав Хоге (лат. Corallus cropanii) — вид змей из рода узкобрюхие удавы семейства удавов. Достигает длины до 1 м. Эндемик Бразилии (обитает в Миракату, шатат Сан-Паулу). Отнесён к вымирающим видам и считается одним из самых редких удавов в мире и самым редким в Новом свете.
Эти змеи встречаются крайне редко: в течение 64 лет после первой встречи в 1953 году в Миракату их встречали только пять раз, и каждый раз змея попадала в руки специалистов уже мёртвой. В январе 2017 года жители штата Сан-Паулу обнаружили представителя этого вида и передали учёным. Змея была исследована и выпущена обратно в естественную среду обитания. Под кожу змее ввели радиопередатчик, с помощью которого планируют в дальнейшем получать информацию о ее поведении и передвижениях.